# Голден делішес
Ґо́лден Делішéс (англ. Golden Delicious — «золотий смачний») — сорт яблук американського походження, відібраний у 1890 році в  Західній Вірджинії А. Х. Моллінгсом із сіянців невідомого походження. Можливо походять від Ґраймз голден.
Один з найпопулярніших сортів у світі і США. В США входить до десятки найпопулярніших сортів.

## Опис
Дерево сильноросле, з широкоовальною або округлою середньозагущеною кроною. Середньорозвинуті скелетні гілки відходять від стовбура майже під прямим кутом. Пробуджуваність бруньок середня, пагоноутворювальна здатність середня. Плодоносить на кільчатках, списиках, плодових прутиках, однорічних приростах.
Зимостійкість нижча за середню, стійкість до парші та борошнистої роси середня. Сорт вибагливий до тепла, сонячної радіації, рівня агротехніки.

Цвіте в пізні строки, довго. Формує пилок середньої або високої життєздатності — 42—76%. Зав'язування плодів від вільного запилення високе — 9—27%.

У плодоношення на середньорослій підщепі вступає на третій—четвертий рік після садіння, на карликовій — на другий—третій. Плодоносить стабільно. Урожайність нарощує швидко. В умовах Криму у 8—10-річних дерев на карликовій підщепі вона сягає 35—50 кг (28—63 т/га), на середньорослій — 45—60 кг (37—50 т/га), На Поділлі насадження цього сорту на середньорослій підщепі в 10—14-річному віці дають до 34 т плодів з гектара.

## Плоди

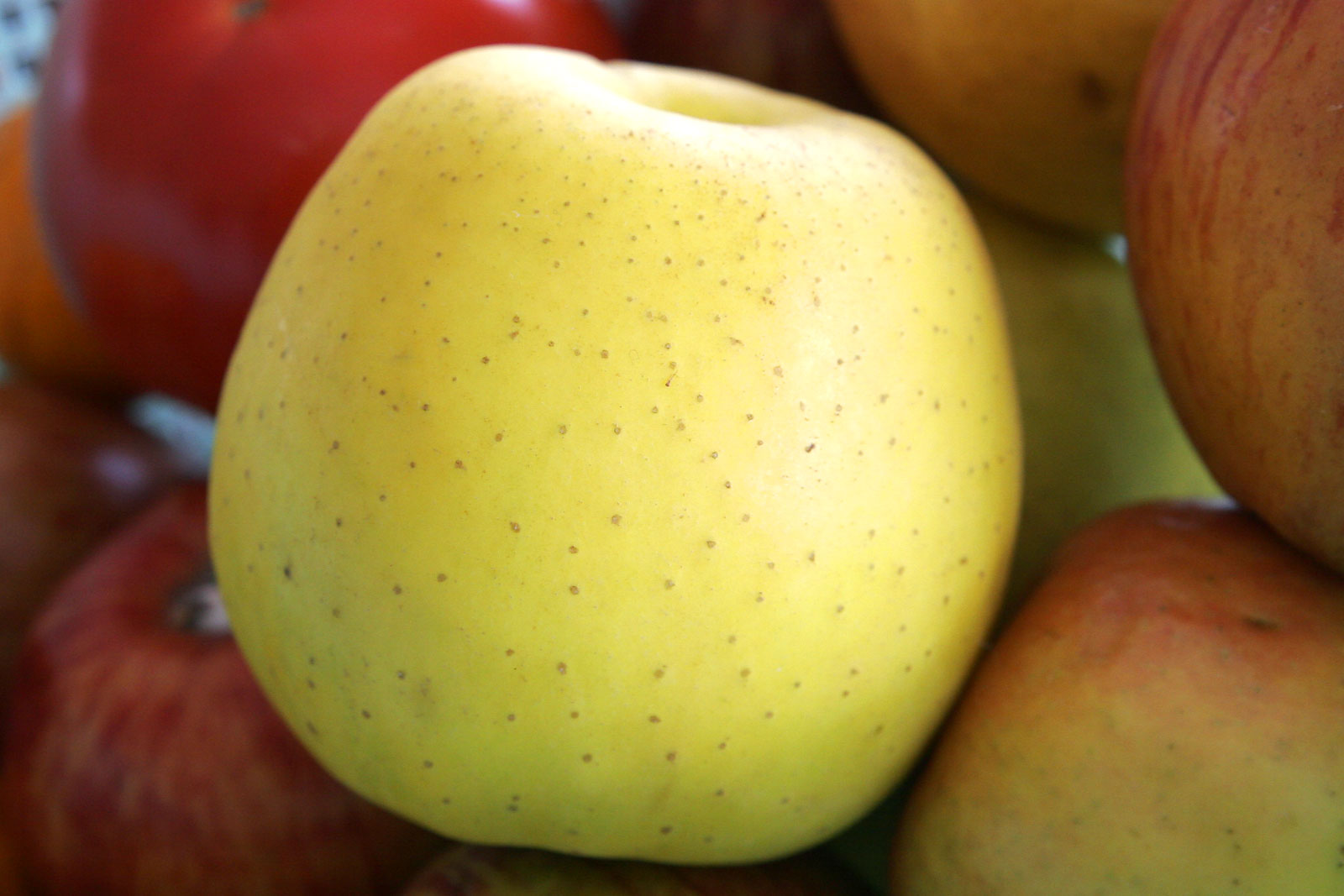
Голден делішес — сорт яблук жовтого кольору

Плоди середнього та більше за середній розміру (120–190 г), середньої одномірності, видовжено-округло-конічні, зеленувато-жовті, з великими опробковілими світло-коричневими сочевичками, іноді з незначним оранжевим рум'янком та іржавою сіткою. Шкірочка середньої товщини, щільна, еластична, гладенька, суха. М'якуш жовтувато-кремовий, щільний, дрібнозернистий, соковитий, ароматний відмінного кислувато-солодкого смаку (4,5—4,6 бала).
Знімна стиглість настає наприкінці вересня, споживча — у січні. У сховищі плоди зберігаються до березня, у холодильнику — до травня. Транспортабельність висока. Використовують переважно у свіжому вигляді та на виготовлення сухих порошків.